# タイガー服部
タイガー服部（タイガーはっとり、1945年7月20日 - ）は、日本のプロレスの元レフェリー、マネージャー、元レスリング選手。本名は服部 正男（はっとり まさお）。東京都中央区出身。最終所属新日本プロレス。

## 来歴
明治大学在学時にレスリングで頭角を現し、1966年全日本レスリング選手権大会男子グレコローマン・バンタム級で優勝を果たした。
卒業後は松浪健四郎と渡米し、コーチ業をしながら選手活動を継続。全米選手権を制覇（詳細不明）したのをきっかけにプロレスラーにレスリングを教えるようになり、1970年代後半にフロリダにてヒロ・マツダの道場に入りハルク・ホーガンらを指導。また、同時期にフロリダ地区（エディ・グラハム主宰のチャンピオンシップ・レスリング・フロム・フロリダ）で活動していたマサ斎藤（明治大学の同僚）、高千穂明久、ミスター・ヒト、ミスター・サクラダ、キラー・カーンら日本人選手のマネージャーも務めた。この頃、ミッドサウス地区のプロモーターのビル・ワットにタイガー服部と命名され、以後そのリングネームを名乗る。
フロリダではレフェリーも担当し、1980年には全日本プロレスの世界最強タッグ決定リーグ戦にNWAの公認レフェリーとして参加して日本プロレス界に初登場。アブドーラ・ザ・ブッチャー&キラー・トーア・カマタ対ザ・シーク&グレート・メフィスト（最終戦蔵前国技館大会のセミファイナル）などの試合を裁いている。
その後、フロリダでヒールとして活動していたザ・ファンクスのマネージャーを経て1982年に新日本プロレスに入団したが、1984年には長州力と共にジャパンプロレスの設立に参画。長州とともに歩むレフェリー人生が始まった。提携先の全日本プロレスにおいてはジョー樋口に次ぐポジションのレフェリーとなっていた。なお1985年11月14日に行われた長州力対ジャンボ鶴田戦のレフェリーも務めている。
ジャパンプロレスの崩壊に際しては長州とともに新日本に復帰。1990年代にはミスター高橋を抑えメイン級のレフェリーとなり、ほとんどの大試合を裁いた。海外経験を生かして外国人レスラーの招聘にも力を発揮した。
1999年1月4日の小川直也対橋本真也戦では、小川の異変を察し反則裁定に持ち込むことを狙った橋本から、強烈な膝蹴りを食らっている。詳しい経緯は小川の項参照。
2001年には審判部長に就任したが、2002年をもって体調不良を理由に退団。
その年の末、盟友・長州が再び新日本を離れ2002年末にWJプロレスを設立すると、同団体レフェリーとして復帰した。しかし、1年で団体は崩壊し、フリーの外国人エージェントとして活動する傍ら、2004年には再び新日本にレフェリーとして出戻る。レフェリーとしてはメイン級からはやや引いた形だがブロック・レスナーを招聘するなど、渉外として実績を残した。
2011年に持病のヘルニアが悪化して以後は、ビッグマッチを中心として出場試合数を縮小している。
2019年9月28日、ニューヨーク大会でアメリカ最後のレフェリングとなる試合を裁く。また同大会で「ファイナルカウントダウンセレモニー」が行われ、アメリカのファンに感謝を述べた。
2020年2月19日、後楽園ホール大会をもってレフェリーを引退。
2023年1月4日、東京ドームの「アントニオ猪木メモリアル6人タッグマッチ」と題したスペシャルマッチの真壁刀義＆小島聡＆永田裕志対藤波辰爾＆鈴木みのる＆タイガーマスク戦でレフェリーは引退しているが復活をしている
2023年2月21日、プロレスリング・ノア東京ドーム大会で武藤敬司vs蝶野正洋のレフェリーを急遽行った。

## エピソード
- 「ケンカ最強」がまことしやかにささやかれた人物（一説にはレスラーをしのぐ、とも）。その面では腕に覚えあるマサ斎藤も一目置いており、G1 CLIMAXの優勝者予想を聞かれた斎藤が「服部さん、六本木で喧嘩したらしいよ。強かったらしいよ」と答えたことがある。
- 1994年1月4日のアントニオ猪木vs天龍源一郎の一戦のレフェリーを務めたが、天龍が猪木のスリーパーで失神してしまった時にKOやダウンカウントを数えずそのことをマイクで説明したが、滑舌が想像以上に悪すぎて、何と言っているのか分からなかった。
- 1994年4月4日の橋本真也vs藤波辰爾の一戦のレフェリーを務め、橋本に攻められていた藤波がダウンした時、リングサイドで様子を伺っていた馳が、執拗にカウントを要求したことが相当腹だったらしく、馳に近づきリング上から2、3発蹴りを見舞った。
- ユークス制作のプロレスゲームソフト『闘魂烈伝』シリーズにもレフェリーとして登場しているが、隠しレスラーとしても登場している。タイガーつながりでタイガーマスク殺法を使いこなす。
- 外国人レスラーに関する知識の豊富さを買われ、WCWマンデー・ナイトロの日本放送版の解説を務めていた。
- 自宅はニューヨークにある。蝶野正洋によると、ニューヨークに複数の不動産を所有しており、関係者から「トランプ」と呼ばれている。
- 長州力のTwitterにて度々、登場する【まさお】はタイガー服部の事である。

## 著書
- 『新日本プロレスの名レフェリーが明かす 古今東西プロレスラー伝説』（2020年2月25日、 ベースボール・マガジン社）ISBN 978-4583112695